# Heliocheilus biocularis
Heliocheilus biocularis là một loài bướm đêm thuộc họ Noctuidae. Nó được tìm thấy ở Châu Phi, bao gồm Nam Phi.